# سینتیا کیرشنر
سینتیا کیرشنر (به انگلیسی: Cynthia Kirchner) (زاده ۲۱ آوریل ۱۹۸۷) بازیگر، فیلم‌نامه‌نویس، مدل آمریکایی است.